# Liborius von Frank

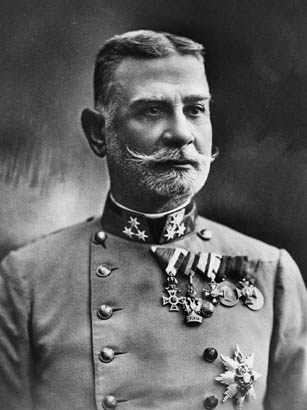
Liborius Ritter von Frank

Liborius Ritter von Frank (* 5. Oktober 1848 in Spalato, Kaisertum Österreich; † 26. Februar 1935 in Graz, Österreich) war österreichischer Feldzeugmeister, Geheimer Rat, Kommandierender General im Banat und Festungskommandant von Temeswar.

## Leben
Sein Vater war k.k. Hafenkapitän. Liborius Frank besuchte das Kadetteninstitut in Fiume und anschließend die Theresianische Militärakademie in Wiener Neustadt, aus der er am 1. September 1869 als Leutnant ausgemustert und dem Truppendienst beim Feldjägerbataillon 21 zugeteilt wurde. Nach dem Besuch der Kriegsschule wurde er am 1. November 1876 als Oberleutnant in den Generalstab entlassen und am 1. Mai 1879 zum Hauptmann 1. Klasse befördert.  In der Zeitspanne 1883–1887 hatte er einen Lehrauftrag für Taktik an der Theresianischen Militärakademie.
Von 1876 bis 1877 war Liborius Frank dem Truppendienst beim Tiroler Jägerregiment zugewiesen, am 1. November 1887 wurde er zum Major und am 1. Mai 1890 zum Oberstleutnant befördert. Von 1887 bis 1891 war Frank dem Generalstab zugeteilt und wurde am 1. November 1892 zum Oberst befördert. Von 1891 bis 1892 war er im Truppendienst beim Infanterieregiment 33. 1895 übernahm Frank das Kommando des Infanterieregiments 71 und anschließend war er Kommandant der Infanteriebrigade 56. Am 1. November 1898 wurde er zum Generalmajor und am 1. Mai 1903 zum Feldmarschallleutnant befördert.
Am 16. Juni 1908 erhielt Liborius Frank die Ernennung zum Kommandeur des 7. Korps bei Temeswar. Hier erhielt er den Titel Geheimer Rat. Bis zum 16. April 1910 war er Kommandierender General im Banat und Festungskommandant von Temeswar, als er von  Anton Seefranz von Kevevára abgelöst wurde. Liborius Frank war infolge von 1910 bis 1914 Armeeinspektor der bewaffneten Macht Österreich-Ungarns.
Zu Beginn des Ersten Weltkrieges übernahm Ritter von Frank, derweil zum General der Infanterie aufgestiegen, das Kommando der 5. Armee an der Drina. Er konnte beim ersten Vorgehen im August 1914 die serbischen Truppen in der Schlacht am Jadar nicht besiegen und musste sich wieder zurückziehen. Beim zweiten Angriff im September 1914 war er in der zweiten Schlacht an der Drina erfolgreich und drang in die Mačva ein. Anfang November kämpften sich seine Truppen bis zur Kolubara vor. In der Schlacht an der Kolubara begannen die Serben aber eine überraschende Gegenoffensive, welche zum Rückzug führte. Die gleichzeitige schwere Niederlage der k.u.k. 6. Armee am Südflügel erzwang Mitte Dezember die Aufgabe des kurz zuvor besetzten Belgrad und leitete den Rückzug der 5. Armee hinter die Donau und Save ein. Sowohl sein Vorgesetzter FZM Potiorek als auch Frank mussten darauf vom Kommando zurücktreten.
Er ist auf dem St.-Leonhard-Friedhof in Graz beigesetzt.